# Linda Jo Rizzo
Linda Jo Rizzo (Nueva York, 1 de abril de 1955) es una cantante, compositora y productora estadounidense. En su juventud, ella era una modelo y estudiante de ciencias de la nutrición en Nueva York. Ella conoció allí a Bobby Orlando y participó del grupo The Flirts. Con la disolución de la banda, y debido al gran éxito que tenía en Alemania, Linda se mudó a ese país y comenzó allí su carrera como solista.
Actualmente[¿cuándo?], Linda es la dueña de un restaurante de comida italiana en la ciudad de Múnich.

## Discografía

### Sencillos
- 1985 Fly Me High
- 1986 Heartflash
- 1986 Just One Word
- 1986 You're My First You're My Last
- 1986 I've Got The Night
- 1987 No Lies
- 1987 Perfect Love
- 1988 Hey Joe
- 1988 Passion
- 1989 Listen To The D.J.
- 1989 Keep Trying
- 2012 Heartflash, Passion & You're My First, You're My Last
- 2017 I Want You Tonight (in collaboration with Tom Hooker)
- 2018 Just An Illusion (in collaboration with Victor Ark)

### Álbumes
- 1989 Passion / Perfect Love
- 1999 Best Of Linda Jo Rizzo